# معهد ستوكهولم الدولي لأبحاث السلام

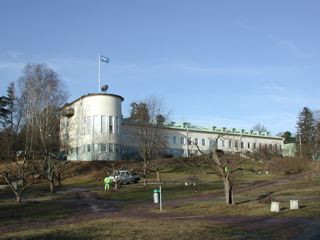
المقر الرئيسي للمعهد - بلدية سولنا - ستوكهولم

معهد ستوكهولم الدولي لأبحاث السلام (سيبري) هو معهد مستقل مكرس للبحث في الصراعات، والتسلح، ومراقبة الأسلحة، ونزع السلاح. وقد أنُشأ المعهد في عام 1966، وهو يوفر البيانات والتحليلات والتوصيات -بناءً على المصادر المتاحة- لواضعي السياسات والباحثين ووسائل الإعلام والمهتمين من العامة.
يقع المقر الرئيسي للمعهد في بلدية سولنا بمقاطعة ستوكهولم، علاوة على تواجد آخر في العاصمة الصينية بكين.
ويعد معهد سيبري واحداً من مراكز التفكير الأكثر احتراما في جميع أنحاء العالم.

## الرؤية والمهمة
رؤية سيبري:
عالم يتم فيه تحديد مصادر انعدام الأمن وفهمها، ومنع الصراعات أو حلها، والحفاظ على السلام.
مهام سيبري:
- إجراء البحوث والأنشطة المتعلقة بالأمن والنزاع والسلام
- تقديم تحليل السياسات والتوصيات
- تيسير الحوار وبناء القدرات
- تعزيز الشفافية والمساءلة
- تقديم معلومات موثوقة للجمهور العالمي[4]

## مجلس الإدارة
- يان إلياسون – رئيس

دبلوماسي سويدي، وهو رئيس مجلس إدارة سيبري من 1 يونيو 2017. وكان يشغل منصب نائب الأمين العام للأمم المتحدة من يوليو 2012 إلى ديسمبر 2016، وعمل وزيراً لخارجية السويد في عام 2006، كما شغل أكثر من منصب بالأمم المتحدة.
- دان سميث – مدير

دان سميث هو مدير سيبري، ولديه سجل طويل من البحوث حول مجموعة واسعة من قضايا الصراع والسلام، وقد عاش معظم حياته في المملكة المتحدة بإستثناء 10 سنوات قضاها في النرويج.
وهو يعمل أيضاً كأستاذ السلام والنزاعات بجامعة مانشستر.
- دكتور ديوي فوتونا أنور - أستاذ بحوث في المعهد الإندونيسي للعلوم
- الدكتور فلاديمير بارانوفسكي - مدير مركز Center for Situation Analysis CSA وعضو في مديرية معهد البحوث Russian research institute في موسكو
- الأخضر الإبراهيمي وزير خارجية جزائري سابق
- ولفجانج إيشينجر - رئيس مؤتمر ميونيخ للسياسة الأمنية بألمانيا
- إسبن بارت إيدي - سياسي وأكاديمي نرويجي
- رادها كومار - رئيس مجلس جامعة الأمم المتحدة[5]

## مكتب المدير
- دان سميث - مدير
- جاكوب هالجرن - نائب المدير[6]

## أمثلة على بعض منشورات المعهد
- بيان صحفي: تقود الولايات المتحدة الإتجاه التصاعدي في صادرات الأسلحة، وارتفعت واردات الأسلحة في آسيا ودول الخليج
- التسلّح وندع السلام والأمن الدولي الكتاب السنوي 2013
- التسلّح وندع السلام والأمن الدولي الكتاب السنوي 2012